# Ярюхін Олексій Олексійович
Олексій Олексійович Ярюхін (нар. 16 лютого 1986, Легниця, Польща) — український футболіст та тренер, півзахисник.

## Кар'єра гравця
Вихованець кіровоградського футболу. У дорослому футболі дебютував 16 квітня 2004 року в складі «Зірки». Цього дня кіровоградська команда у вищій лізі чемпіонату України грала виїзний матч проти маріупольського «Іллічівця». Ярюхін на 78 хвилині гри замінив естонського легіонера Євгенія Новікова. Всього у вищому дивізіоні провів 10 матчів.
З 2004 року грав у командах нижчих дивізіонів «Зоря» (Луганськ), «Миколаїв», «Нафком» (Бровари), «Полтава» та «Гірник» (Кривий Ріг), а також у кіровоградській «Зірці» після її зняття зі змагань та відродження у другій лізі.
По завершенні кар'єри професіонального футболіста виступав на аматорському рівні. У 2010 та 2011 роках виступав за «Хімік» (Красноперекопськ) та «Локомотив» (Знам'янка). У сезоні 2012/13 років провів 4 поєдинки за футзальний клуб «Олімп» (Кропивницький). Після цього грав за «Нашу Рябу» (Катеринопіль) та «Шполатехагро» (Шпола).
Після втрати «Зіркою» професіонального статусу відновив кар'єру гравця, виступав за кропивницький клуб в аматорських змаганнях.

## Кар'єра тренера
Після завершення професійної кар'єри перейшов на тренерську роботу в кіровоградську ДЮСШ-2. У 2019 став тренером у штабі Саміра Гасанова, який очолив «Зірку», після зняття команди з першої ліги й початку виступів у чемпіонаті Кіровоградської області, а згодом — в аматорському чемпіонаті України.